# Курашімахі
Курашімахі (рос. Карашимахи) — село Акушинського району, Дагестану Росії. Входить до складу муніципального утворення Сільрада Кассагумахинська.
Населення — 59 (2010).

## Населення
За даними перепису населення 2002 року в селі мешкало 63 осіб. В тому числі 24 (38,10 %) чоловіків та 39 (61,90 %) жінок.
Переважна більшість мешканців — даргинці (100 % від усіх мешканців). У селі переважає сирхінсько-тантинська мова.